# Вальфред (маркграф Фріульський)
Вальфред (†896), останній маркграф Фріульський (891—896), був також графом Веронським.
Підтримував Беренгара у його боротьбі за королівський престол в Італії після зміщення Карла Товстого. Був головним радником Карла і найвпливовішим магнатом у Східній Ломбардії. Обставини його призначення маркграфом Фріульським невідомі.